# Gongylidiellum confusum
Gongylidiellum confusum là một loài nhện trong họ Linyphiidae.
Loài này thuộc chi Gongylidiellum. Gongylidiellum confusum được Konrad Thaler miêu tả năm 1987.